# 万座プリンスホテル
万座プリンスホテル（まんざプリンスホテル）は、群馬県吾妻郡嬬恋村の万座温泉にあるホテル。プリンスホテルが運営しており、同社が運営する万座温泉スキー場に隣接している。

## 沿革
- 1960年（昭和35年）12月24日 - 万座観光ホテルとして開業（66室）。
- 1980年（昭和55年）12月1日 - 万座プリンスホテルに改称（東館154室を増設）。
- 1990年（平成2年）7月 - 南館56室を増設。
- 1993年（平成5年） - 平山憲一料理長、嬬恋村にプリンスファーム（300坪）を開設。
- 2005年（平成17年）12月 - ファミリールームBタイプをリニューアル。
- 2006年（平成18年）7月15日 - 東館をリニューアル。

## 施設
建物
本館・東館・南館の3つの建物で構成されている。各館の建っている場所は標高差があるため若干複雑な階数関係にある。
- 東館は本館の5mほど下にあり、東館2階となりに温泉棟がある。本館からは階段で温泉棟に降りられるようになっている。
- 南館は本館から標高で20m・距離で50mほどの斜面を下った場所にあるため、珍しい斜行エレベーターで接続されている。エレベーターには窓があり、乗車中は四阿山などが眺められる。温泉棟と遠いため、南館にも内風呂の温泉「ななかまどの湯」(男性用、女性用) がある。

客室
洋室193室東館ツインルーム(19.2m2)、南館ツインルーム(24m2)、本館ツインルームA(40.8m2)、本館ファミリールーム(38m2)など。
和室40室10畳

レストラン
- メインダイニングルーム
- 中国料理「錦」
- 日本料理「松風」
- ブッフェ「しゃくなげ」
- ロビーラウンジ

宴会場
- 宴会場「広間」
- 小宴会場「りんどう」

スーベニアショップ
フットケアサロン
テニスコート
プール

スキー設備
本館1階は万座温泉スキー場プリンスゲレンデに直結しており、各種設備がある。
- 宿泊者用スキーロッカー
- 大型ロッカー（コインリターン式）
- 更衣室
- スキー・スノーボードレンタルショップ

温泉
標高1,800m、硫黄成分の含有量日本一の万座温泉の湯が掛け流しとなっている。源泉温度が高いため熱交換等で調整しきれない分は加水で温度調整している。24時間利用可能(清掃中のため利用できない浴槽がある場合もある)。宿泊者は万座高原ホテルの風呂が無料で利用可能(無料シャトルバスあり)。日帰り利用可能。
内風呂「ななかまどの湯」(男性用、女性用)本館(東館となり)と、南館にある。
露天風呂「こまくさの湯」(男性用、女性用、共用)本館(東館となり)内風呂「ななかまどの湯」の外にある露天風呂。屋根が無く開放的な雰囲気での入浴が楽しめるが、反面、大雪等の際は利用できないこともある。横に並んだ5つの岩風呂風の浴槽があり、外側2つずつが男性用・女性用で、内風呂から出入りできる。中央の浴槽は混浴(共用と表示されている)で、男性用・女性用浴槽から出入りできるようになっている。2018年から共用浴槽と男性用浴槽との間に目隠しが設置された（しかし控えめなものであり、完全に隠されているわけではない）。共用浴槽利用の際は男女共に湯浴み着の着用が求められている(有料レンタル。宿泊者には男性用のみだが腰巻きバスタオルが部屋備え付けとなっている)。
女性専用屋根付き露天風呂「しゃくなげの湯」こまくさの湯より数m高い場所にある。

## アクセス

### 鉄道
- JR東日本吾妻線 万座・鹿沢口駅より、路線バスで約40分。
- JR東日本北陸新幹線・しなの鉄道しなの鉄道線 軽井沢駅（南口）より、無料送迎バスで約1時間20分（予約制）

### 道路
- E18上信越道 碓氷軽井沢ICより、鬼押ハイウェー、万座ハイウェー経由で約1時間20分。
- E17関越道 渋川伊香保ICより、国道353号、国道145号経由で約1時間50分。